# If I Had One Chance to Tell You Something
If I Had One Chance to Tell You Something è l'ottavo album in studio della cantante australiana Rebecca St. James, pubblicato nel 2005.

## Tracce
1. God Help Me – 3:12
2. Alive – 3:22
3. You Are Loved – 4:39
4. Shadowlands – 3:55
5. Love Being Loved by You – 3:56
6. I Need You – 3:55
7. Beautiful Stranger – 3:43
8. Thank You (featuring TobyMac) – 3:56
9. Take All of Me – 5:54
10. Forgive Me (featuring BarlowGirl) – 3:43
11. I Can Trust You – 4:14
12. Lest I Forget – 6:07